# Distrito de Huantán

La Provincia de Yauyos en el Departamento de Lima, Perú.

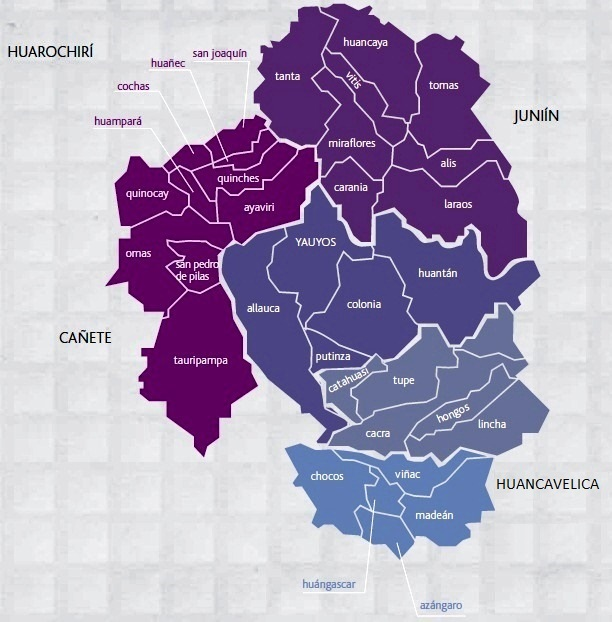
La provincia de Yauyos y sus 33 distritos.

El Distrito de Huantán es uno de los  treinta y tres distritos que conforman la Provincia de Yauyos, perteneciente al Departamento de Lima, en el Perú  y bajo la administración del Gobierno Regional de Lima-Provincias. 
Desde el punto de vista jerárquico de la Iglesia católica, forma parte de la Prelatura de Yauyos.

## Historia
El distrito de Huantán fue creado mediante Ley n.º 5350 de 18 de enero de 1926 en el periodo del Presidente Augusto B. Leguía. Su capital es el pueblo de Huantán ubicado a 3290 m s.n.m.
ANTECEDENTES: En el Censo Nacional de 1876 Huantán fue censado como anexo del distrito de Yauyos y en el Padrón de Electores de la República de 25 de octubre de 1893 Huantán todavía no figura como distrito de la provincia de Yauyos donde solo aparecen 9 distritos: Yauyos, Laraos, Huáñec, Ayavirí, Omas, Tauripampa, Pampas, Víñac y Chupamarca.

## Geografía
Tiene una superficie de 516,35 km². Su capital es el poblado de Huantán. Distrito pintoresco de Huantán, Provincia de Yauyos, Departamento de Lima. Pueblo, guerrero, luchador. Capital del Folclore y cuna del carnaval Yauyino. Tierra de los ricos quesos, que es un orgullo en la producción diaria.

## Autoridades

### Municipales
- 2019 - 2022
  - Alcalde: Hugo Fredy Rodríguez Vilca, Movimiento Todos por el Cambio.
  - Regidores: Zosimo Geronimo Palomino, Daniel Urcuhuaranga Balbín, Luis Gonzalo Quispe Roque, Dilma Gertrudes Velazques de Jeronimo, Ysac Hugo Oyola Franco

- 2015 - 2018[2]
  - Alcalde: Alí Próspero Tacsa Huamanlazo, Movimiento Fuerza Regional (FR).
  - Regidores: Eliudora Gromilia Marín Poma (FR), Germán Gustavo Barrios Huamanlazo (FR), Yelvi Gessyca Herrera Huamán (FR), Luddelia Teófila Rivera Doroteo (FR), Landelino Smith Jerónimo Palomino (Patria Joven).
- 2011 - 2014[3]
  - Alcalde: Denny Nover Arroyo Fabián, Partido Aprista Peruano (PAP).
  - Regidores: Robinson Sánchez Rivera (PAP), Olinda Ramírez Javier (PAP), Humberto Tiofanes Huamán Juan de Dios (PAP), Landelino Smith Jerónimo Palomino (PAP), Angel Saúl Velásquez Obispo (Patria Joven).
- 2007 - 2010
  - Alcalde: Erwin Edgardo Guerrero Chulluncuy, Partido Perú Posible.
- 2003 - 2006[4]
  - Alcalde: Alberto Sánchez Ramos, Movimiento independiente Vamos Vecino.
- 1999 - 2002
  - Alcalde: Huber Rivera Sánchez, Movimiento independiente Yauyos eres Tú.
- 1996 - 1998
  - Alcalde: Angélica Rivera Blaz, Lista independiente N° 11 Movimiento de Desarrollo Provincial Yauyos.
- 1993 - 1995
  - Alcalde: Víctor Gabriel García Marticorena, Movimiento independiente Achacari Huantani.
- 1991 - 1992
  - Alcalde: Ezequiel Pampas Millán, Movimiento Social Independiente.
- 1987 - 1989
  - Alcalde: Luis Ladislao Guerrero Huallullo, Partido Aprista Peruano.
- 1984 - 1986
  - Alcalde: Huber Rivera Sánchez, Partido Acción Popular.
- 1981 - 1983
  - Alcalde: Benigno E. Centeno Jenórimo, Partido Acción Popular.

### Policiales
- Comisaría de Huantán
  - Comisario: Mayor PNP.[5]

### Religiosas
- Prelatura de Yauyos[6]
  - Obispo Prelado: Mons. Ricardo García García.[7]
- Parroquia Santo Domingo - Yauyos[8]
  - Párroco: Pbro. Sadid Medina Chumpitaz.
  - Vicario parroquial: Pbro. Roger Ávalos Hernández.

## Educación

### Instituciones educativas
- I.E. San Francisco de Asís (Secundaria)

```
 I.E. 20705 Huantan (Primaria)
 I.E.I. Huantan
```

## Festividades
- Enero: Aniversario de Creación del Distrito.
- Febrero:  Carnavales.
- ABRIL: La Limpia Acequia—Los Negritos
- Junio: Virgen del Carmen (Danza vs. Matachín, Chunchos)
- Julio: Feria / Campeonato.
- Septiembre: Primavera ANIVERSARIO DE LA I.E. 20705
- Octubre: Aniversario del Colegio SAN FRANCISCO DE ASIS
- Diciembre: Navidad con "Las Azucenas".